# 죠안

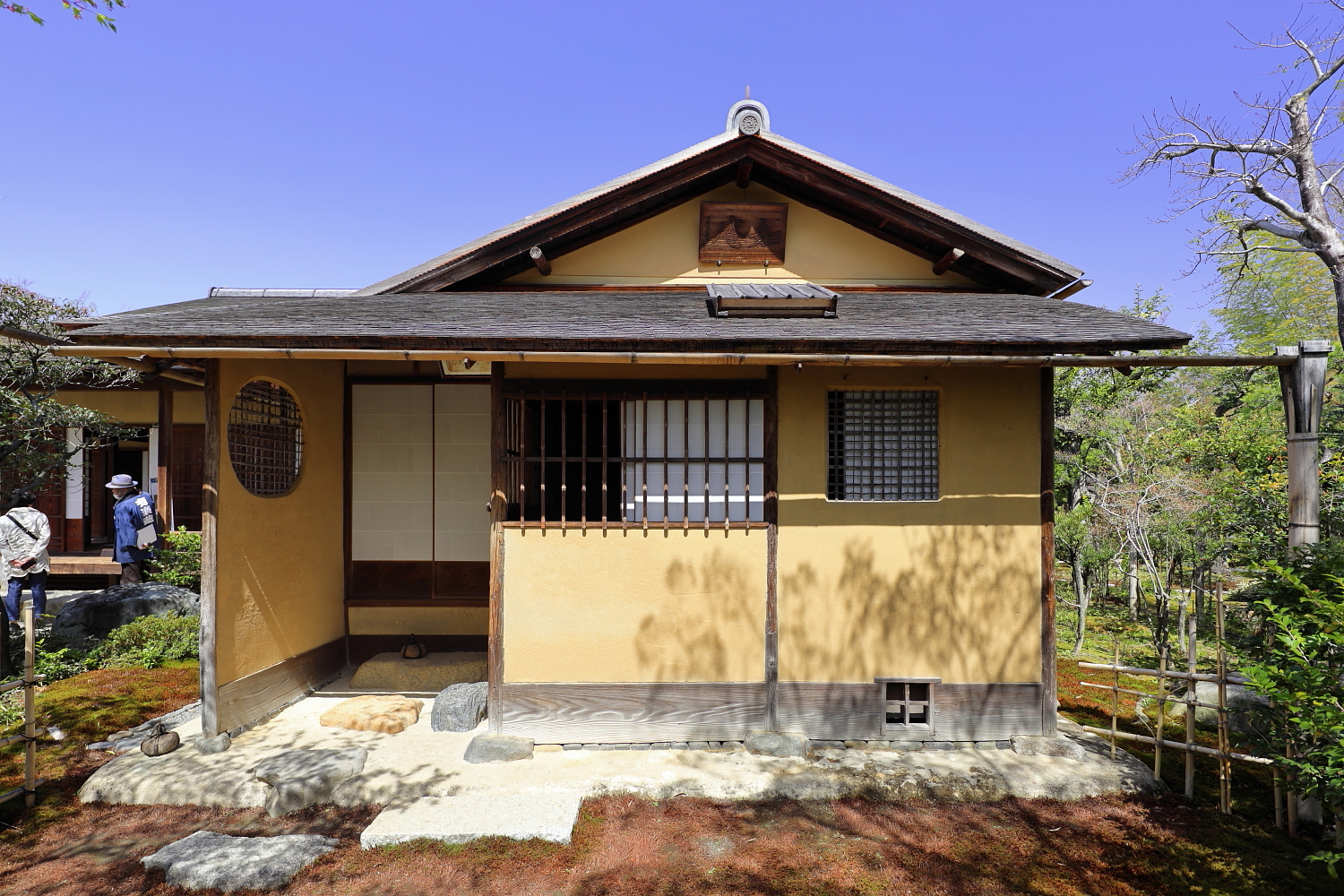
죠안 다실 (2023년 촬영)

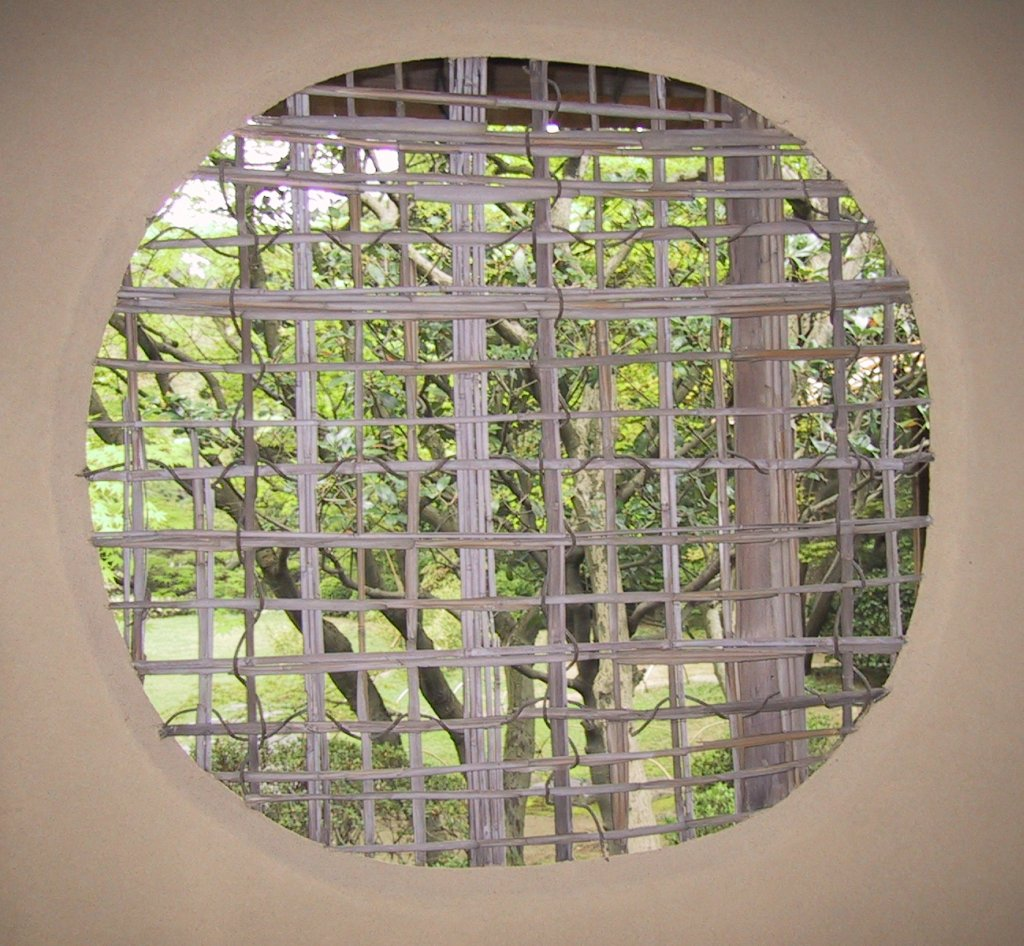
다실 내부의 토방에서 본 창을 낸 수벽

죠안(일본어: 如庵) 은 아이치현 이누야마시의 유라쿠엔에 있는 자시쓰(茶室, 다실)이다.  1618년 오다 나가마스에 의해 처음 지어졌고 수 차례 이전되어 1972년 현재의 자리에 놓였다. 1951년 일본의 국보로 지정되었다.

## 개요
차는 9세기 초 중국 선종의 영향을 받아 일본으로 전해졌고 이후 일본의 중요한 문화로 자리잡았다.  일본의 차 의식은 흔히 다도로 불리며 차를 우려내고 마시는 매 과정의 절차를 중요하게 여긴다. 일본의 초기 차 모임은 여러 사람이 넓은 공간에서 차를 마시며 이야기를 나누는 사교 모임이었으나 15세기 무렵 선불교의 대가였던 무라타 주코와 다도 사범 센노 리큐에 의해 보다 소박함과 엄숙함이 강조되었고 다실 문화가 발달하게 되었다. 이후 각지의 다이묘를 비롯한 유력층이 개인적인 다실을 설치하고 운영하는 것이 보편화되었다.
죠안은 오다 노부나가의 동생이었던 오다 나가마스가 교토 켄닌지의 탑두인 정운원을 재건하면서 함께 마련한 다실이다. 오랫동안 원래의 자리를 지키던 죠안은 1908년 미쓰이 그룹의 창업자인 미쓰이가의 저택으로  옮겨졌다가 1938년 가나가와현 오이소의 별장으로 이축되었고 1972년 나고야 철도에 의해 현재의 장소로 옮겨졌다.
1936년 중요문화재로 지정되었고 1951년 일본의 국보로 지정되었다.

## 구조

용마루 위에 얹은 코케라는 방풍판을 정면으로 향하게 하여 설치하여 센노 리큐가 지은 다실인 다이안(待庵)보다 좀더 섬세한 형태를 보인다. 다실은 소박함을 강조하기 위해 보통 다다미 4장 정도의 크기로 지어지는데, 죠안은 한쪽면이 다다미 2장 반 정도의 길이를 지녔다.
정면 왼쪽으로 수벽을 낸 토담방이 설치되어 있어 출입구 노릇을 한다. 이곳을 지나 오른 쪽으로 차를 대접하는 방이 놓여 있다. 소박함을 보이기 위해 아무런 장식 없이 간단한 족자 정도를 걸어둔 방은 찾아온 손님 두세 명이 함께 차를 마실 수 있는 정도의 공간이다. 일본의 다실은 비좁다는 느낌을 받을 수 있기 때문에 창문을 많이 두고 적당한 채광으로 독특한 분위기를 연출한다. 센노 리큐의 제자들은 다실의 크기에 대해 적어도 두장 반은 되어야 하고 한장 반 크기면 손님을 괴롭히는 것이라 말했다. 다실 죠안의 경우엔 두장 반 크기이므로 이러한 평을 보아도 무난한 크기라 할 수 있다. 무가답게 매우 간결한 내부 모습을 보이지만 마무리는 정교하게 하여 가문의 위세도 함께 느낄 수 있게 한다. 그 뒤 쪽으로 각종 도구와 차를 보관하며 차를 우려내는 방이 딸려 있다.
센노 리큐의 다실이 보다 선불교의 종교적 색체가 강한 것에 비해 오다 나가스미의 다실 죠안은 "무가의 절도"를 보인다는 평을 받는다.

## 참고문헌
- 金子暁男『有楽苑築造記～国宝茶室「如庵」移築と堀口捨己～』（風媒社、2012年）